# 不審庵 (小説)
『不審庵』（ふしんあん）は、太宰治の短編小説。「黄村先生」シリーズのうちの一つ。

## 概要
| 初出     | 『文藝世紀』1943年10月号          |
| 単行本   | 『佳日』（肇書房、1944年8月20日） |
| 執筆時期 | 1943年9月上旬完成（推定）         |
| 原稿用紙 | 21枚                              |

妻の美知子は本作品のもとになったエピソードを次のように紹介している。
「『黄村物』の一つ『不審庵』は、十八年の夏ごろ書きました。その年の春、甲府で、珍妙な茶会を致しました。母が亭主で、ひとりまじめでございましたが、客になつた、太宰も私も妹も、お菓子やお酒がめあての、至つて不謹慎な客で、げらげら笑つてばかり居て、めちやめちやな茶会になりました。その会のあと、母が『千家秘伝、茶の湯客の心得』といふ古色蒼然たる明治十七年版の珍本と、萩焼の茶碗と、棗と、佐藤一斎先生の軸を贈つてくれました。一斎の軸は、わり合に太宰も好きで、始終、三鷹の家に懸けてをりました」